# Арабские воинские звания

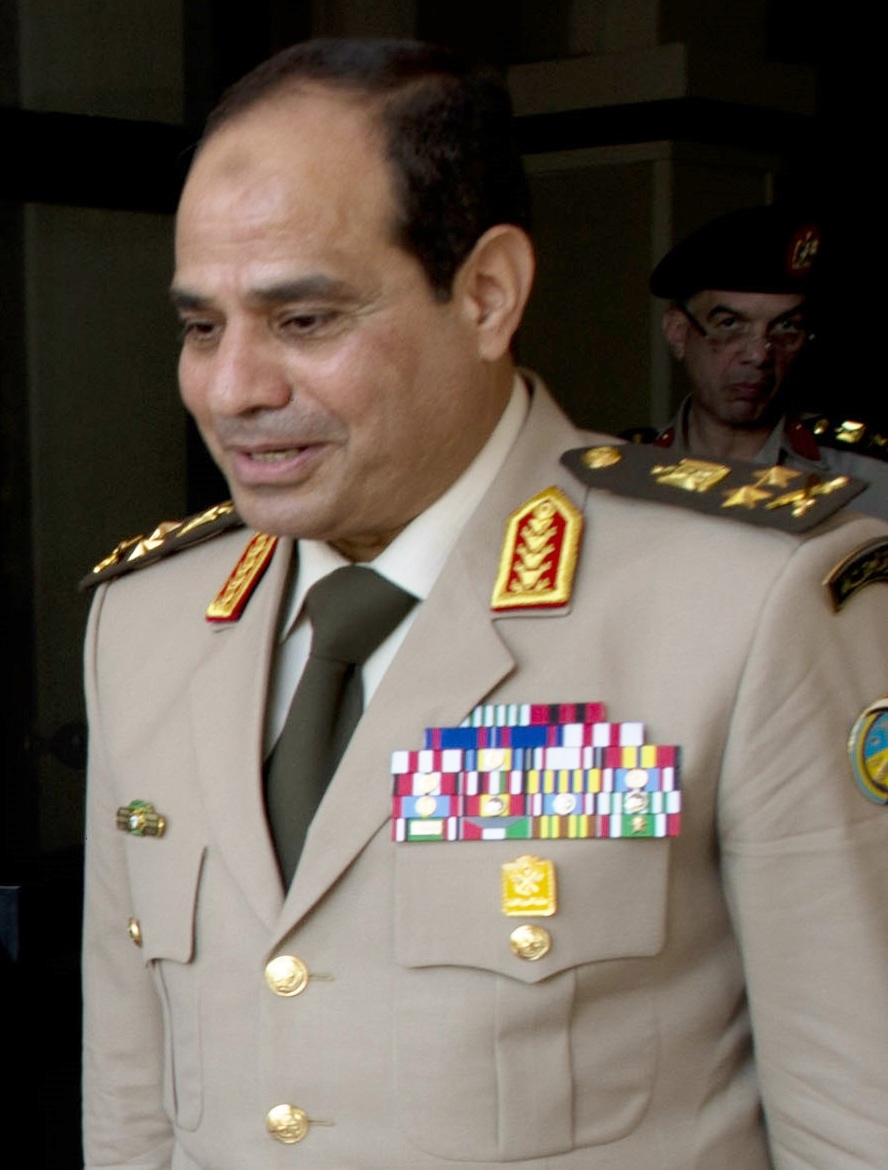
Египетский генерал ас-Сиси в 2013 году

Арабские воинские звания соответствуют международным, однако имеют свою традицию, общую для всех арабоязычных стран.

## Солдаты
- Рядовой (араб. جندي‎) — джунди, jundi (Иордания, Ирак, Сирия). Ср. Джунд аш-Шам («воины Сирии»)
- Капрал / ефрейтор (араб. عريف'‎) — ариф, areef (Ливан, Сирия)
- Сержант (араб. رقيب‎) — ракиб, raqib (Иордания, Ирак, Ливан, Сирия)

## Младшие офицеры
- Лейтенант (второй лейтенант) (араб. ملازم ثاني‎) — мулязим сани, mulazim thani (Ирак, Сирия, Саудовская Аравия,Египет[1], Судан[2]). На погонах одна звезда.
- Старший лейтенант (первый лейтенант) (араб. ملازم اول‎) — мулязим авваль, mulazim awwal (Ирак, Сирия, Саудовская Аравия, Египет[1], Судан[2]). На погонах две звезды.
- Капитан (араб. نقيب‎) — накиб, naqib (Ирак, Сирия, Судан[2], Саудовская Аравия). На погонах три звезды.

## Старшие офицеры
- Майор (араб. رائد‎) — раид, raid (Ливан, Ирак, Сирия, Судан[2]). Часто на погонах изображается один орёл Саладина без звезд.
- Подполковник (араб. مقدم‎) — мукадам, muqaddam (Ливан, Ирак, Сирия, Судан[2]). Часто на погонах изображается один орёл Саладина и одна звезда.
- Полковник (араб. عقيد‎) — акид, aqid (Ливан, Ирак, Сирия, Судан[2]). Часто на погонах изображается один орёл Саладина и две звезды.

## Генералы
- Бригадный генерал (араб. عميد‎) — амид (Ирак, Ливан, Сирия[3], Судан[2]). На погонах может изображаться орёл Саладина и три звезды.
- Генерал-майор (араб. اللواء‎) — лива (Ирак, Ливан, Египет[1], Сирия[3], Судан[2]) К орлу Саладина на погонах прибавляются скрещенные сабли.
- Генерал-лейтенант (араб. فريق‎) — фарик (Ирак, Сирия[3], Египет[1], Судан[2])
- Маршал (араб. مشير‎) — мушир (Ирак, Иордания, Сирия[3], Египет[1], Судан[2]).